# Liste der Bodendenkmale in Oststeinbek
In der Liste der Bodendenkmale in Oststeinbek sind die Bodendenkmale der Gemeinde Oststeinbek nach dem Stand der Bodendenkmalliste des Archäologischen Landesamts Schleswig-Holstein von 2016 aufgelistet.
| Denkmal-ID           | Befundart           | Bezeichnung              | Zeitstellung                 | Lage | Bemerkungen | Bild |
| -------------------- | ------------------- | ------------------------ | ---------------------------- | ---- | ----------- | ---- |
| aKD-ALSH-Nr. 004 854 | Grabmal > Grabhügel | Grabhügel „de hoge Barg“ | Vor- und/oder Frühgeschichte |      |             |      |
| aKD-ALSH-Nr. 004 855 | Grabmal > Grabhügel | Grabhügel                | Vor- und/oder Frühgeschichte |      |             |      |